# Jules Berlioz d'Auriac
Pour les articles homonymes, voir Dauriac et Berlioz (homonymie).
Jean Marie Victor Jules Berlioz d'Auriac, né le 9 juillet 1820 à Grenoble, mort à Bagnolet le 16 septembre 1913, est un écrivain français.

## Biographie
Cousin germain du compositeur Hector Berlioz (son père, Victor Abraham Berlioz, est le frère de Louis Berlioz, père d'Hector), Jules Berlioz d'Auriac exerce d'abord les fonctions de commissaire de police à Paris avant de commencer à écrire dans les années 1850, collaborant notamment au journal l'Arc-en-Ciel. Il ajoute alors à son nom celui de sa mère, Laure Marie Anglès d'Auriac. Il publie entre 1852 et 1879 une vingtaine de livres, dont La Guerre Noire, un roman historique qui a pour toile de fond la révolution haïtienne.
Son nom est ensuite associé à celui de Gustave Aimard, avec qui il cosigne une douzaine de romans en 1878 et 1879. Étrangement, une partie de ces livres ont déjà été publiés sous son propre nom chez un autre éditeur quelques années auparavant.
Inspirés par les récits américains consacrés à la conquête de l'Ouest, les romans de Berlioz d'Auriac mettent souvent en scène des colons aux prises avec les populations amérindiennes, ce qui laisse supposer à des critiques comme Simon Jeune que ces récits seraient des adaptations ou des traductions de textes américains, notamment des « romans à trois sous » ou dime novels très populaires à la fin du XIXe siècle aux États-Unis.
À l'âge de 64 ans, il épouse le 7 novembre 1884 à Paris 14e Marie Desente, originaire comme lui de Grenoble où elle était née le 16 octobre 1831. À partir de 1891, il réside à Bagnolet où il décédera le 16 septembre 1913.

## Œuvres
- Souvenirs de voyages. Les Alpes et la Grande Chartreuse, 1858
- Guerre Noire. Souvenirs de Saint-Domingue. Paris, Putois-Cretté, Bibliothèque Saint-Germain, 1862.
- Ce qu'il en coûte pour vivre, Brunet, 1863
- Le Mangeur de poudre, Brunet, 1866
- La Caravane des sombreros, Brunet, 1867
- Œil-de-Feu, Brunet, 1867
- Cœur-de-Panthère, Brunet, 1867
- Les Forestiers du Michigan, Brunet, 1879

Avec Gustave Aimard :
- L'Aigle noir des Dacotahs, Degorce-Cadot, 1878
- Le Mangeur de poudre, Degorce-Cadot, 1878
- Les Pieds-Fourchus, Degorce-Cadot, 1878
- Les Terres d'or, Degorce-Cadot, 1879
- Cœur-de-Panthère, Degorce-Cadot, 1879
- Les Forestiers du Michigan, Bardin, 1879
- Jim l'Indien, Degorce-Cadot, 1879 (Texte en ligne sur le projet Gutenberg)